# 760-ті
Раннє Середньовіччя. У Східній Римській імперії тривало правління Костянтина V. Більшу частину Піренейського півострова займає Кордовський емірат, на північному заході лежить християнське королівство Астурія. На більшій частині Апеннінського півострова лежало Лангобардське королівство, Папа Римський управляв Римською областю, за Візантією залишилася частина земель на півночі та півдні півострова. Франкське королівство після смерті Піпіна Короткого розділене між його синами Карлом та Карломаном. В Англії тривав період гептархії. Центр Аварського каганату лежав у Паннонії. Існували слов'янські держави князівство Карантанія та Перше Болгарське царство.
В арабському халіфаті тривало правління Аббасидів, в Магрибі та Іспанії існували незалежні мусульманські держави. У Китаї тривало правління династії Тан. Індія була роздроблена, почалося піднесення буддійської держави Пала. В Японії триває період Нара. У степах між Азовським морем та Аралом існує Хазарський каганат. Степи на північ від Китаю займає Уйгурський каганат, тюрки мігнували на захід.
На території лісостепової України в VIII столітті виділяють пеньківську й празьку археологічні культури. У VIII столітті тривало швидке розселення слов'ян. У Північному Причорномор'ї співіснують різні кочові племена, зокрема булгари, хозари, алани, авари, тюрки.

## Події
- Франкські королі Піпін Короткий, а потім Карл Великий повністю підкорили собі Аквітанію.
- 768 року помер Піпін Короткий. Франкське королівство було розділене між його синами Карлом та Карломаном.
- У Магрибі точилися бої між військами Аббасидського халіфату та берберами-хариджитами, які утворили кілька незалежних держав.
- Шиїти розкололися на ісмаїлітів та імамітів.
- У Візантії тривала політика іконоборства.
- Візантійський василевс Костянтин V вів успішну боротьбу з булгарами. Його перемоги призвели до періоду безладу в Першому Болгарському царстві.
- Венеція та Неаполітанський дукат стали фактично незалежними від Візантії.
- Династія Тан пережила турбулентний період, пов'язаний із повстанням Ань Лушаня та вторгненням тибетських військ цемпо Тисрондецана.
- 767 — кінець понтифікату Папи Павла I;
- 767 — початок понтифікату Папи Стефана III (IV);